# Record de France du 20 kilomètres marche
Pour un article plus général, voir Records de France d'athlétisme.
Les records de France seniors du 20 kilomètres marche sont actuellement détenus par Yohann Diniz, auteur de 1 h 17 min 2 s le 8 mars 2015 lors des Championnats de France de marche 2015 d'Arles en France, et chez les femmes par Clémence Beretta. Anciennement détenu par Nora Leksir en 1 h 31 min 15 s depuis 17 juin 2000, ce record tombera 22 ans plus tard à 1 h 30 min 37 s sous la coupe de Clémence Beretta âgée de 24 ans lors des Championnats d'Europe d'athlétisme disputés à Munich en 2022.

## Progression

### Hommes
Le premier record de France masculin du 20 kilomètres marche est homologué en 1997.
| Performance     | Athlète        | Lieu          | Date                    |
| --------------- | -------------- | ------------- | ----------------------- |
| 1 h 20 min 35 s | Denis Langlois | 19 avril 1997 | Poděbrady, Tchéquie     |
| 1 h 20 min 20 s | Yohann Diniz   | 9 avril 2005  | Poděbrady, Tchéquie     |
| 1 h 18 min 58 s | Yohann Diniz   | 20 mai 2007   | Leamington, Royaume-Uni |
| 1 h 17 min 43 s | Yohann Diniz   | 18 mars 2012  | Lugano, Suisse          |
| 1 h 17 min 2 s  | Yohann Diniz   | 8 mars 2015   | Arles, France           |

### Femmes
Le premier record de France féminin du 20 kilomètres marche est homologué en 2000 et ne sera battu qu'en 2022.
| Performance     | Athlète          | Date         | Lieu                        |
| --------------- | ---------------- | ------------ | --------------------------- |
| 1 h 31 min 15 s | Nora Leksir      | 17 juin 2000 | Eisenhüttenstadt, Allemagne |
| 1 h 30 min 37 s | Clémence Beretta | 20 août 2022 | Munich, Allemagne           |